# El Paso/Juarez Gamecocks
El Paso/Juarez Gamecocks is een voormalige Amerikaanse voetbalclub uit El Paso, Texas. De club werd opgericht in 1985 en later dat seizoen opgeheven. De club speelde één seizoen in de United Soccer League. Het seizoen werd na zes wedstrijden gestaakt. Het team stond op dat moment op de vierde plek. Er is nooit een officiële eindstand geweest.